# Martina-Marie Liertz
Martina-Marie Liertz (* 1962; † 13. Dezember 2020 in Berlin) war eine deutsche Schriftstellerin.

## Leben
Liertz studierte in Berlin Erwachsenenbildung, kreatives und therapeutisches Schreiben und absolvierte in den USA eine Weiterbildung in gestalttherapeutischer Tanztherapie. In den 1990er Jahren war sie in Berlin in Autorinnengruppen (u. a. Arbeitskreis „Das literarische Frauenzimmer“), an Lesebühnen und bei Poetry Slams aktiv. Von 1993 bis 1995 war sie Mitherausgeberin der Literaturzeitschrift „Schreibkraft“. Ab 2015 lebte sie in München und leitete dort u. a. eine Gruppe für literarisches und kreatives Schreiben. Im Herbst 2019 zog sie zurück nach Berlin.

## Veröffentlichungen
- 1992 erschienen Texte von ihr in der Prosa-Anthologie Schnittmuster des Wiener Frauenverlages.
- Ihr Roman Die Geheimnisse der Frauen erschien 1999 im Goldmann Verlag.
- 2006 und 2007 veröffentlichte der Wiener Milena Verlag Kurzprosa von ihr in zwei Anthologien.
- Die Romane Januarrot (2018) und Julipläne (2019) erschienen im Ulrike Helmer Verlag.

## Auszeichnungen
- 1994 gewann sie den Zweiten Preis des Kurzkrimiwettbewerbs des Frauenkultursalons Hamburg.
- 1996 Erster Preis des Kurzgeschichten-Wettbewerbs der Universität Marburg
- 1997 Zweiter Platz beim Bettina-von-Arnim-Preis der Zeitschrift Brigitte.